# Кървав камък
Кървав камък е планина в Западна България и Югоизточна Сърбия, в историко-географската област Краище, част от Руйско-Верилската планинска редица.
Планината е част от Руйско-Верилската планинска група, като по билото ѝ от гранична пирамида 163 до гранична пирамида 173 преминава участък от държавната ни граница с Република Сърбия. От север на юг дължината ѝ е около 18 – 19 km, а ширината – до 10 km. На север чрез седловината Въргавица (1285 m) се свързва с Боховска планина, а на юг чрез седловина, висока 1605 m – с Царичка планина. На запад в Сърбия се простира до долините на реките Ерма и Божичка (ляв приток на Драговищица, от басейна на Струма), а на изток долината на Треклянска река (десен приток на Струма) я отделя от Пенкьовска планина.
Билото на планината е с посока от север на юг и е силно навълнено със средна надморска височина 1500 – 1700 m, като на югоизток силно се понижава. Най-високата точка на планината е връх Било (Бигло) (1737,1 m), разположен при гранична пирамида 167, който е най-високият връх на цялото българско Краище.
Изградена е от палеозойски нискометаморфни скали – амфиболити, шисти, филити. По билото в северната ѝ част преминава част от главния вододел на Балканския полуостров между водосборните басейни на Черно и Егейско море, като северозападните ѝ части принадлежат към първия, а останалите – към втория водосборен басейн. От нея извират реките Ерма (от басейна на Дунав) и Треклянска река (десен приток на Струма), заедно с десния си приток Бъзовичка река. Климатът е умереноконтинентален и преобладават най-вече западните и северозападните ветрове. Основните почви са кафявите горски и канелените горски. В по-голямата си част планината е обрасла с редки широколистни гори – бук, дъб, габър, явор, а по билата ѝ има обширни пасища.

## Животински свят
В планината може да се видят сърни, диви зайци, глигани, катерици, лалугери и др. От птиците се срещат гарвани, сойки, чинки, бели стършиопашки, обикновени мишелови, както и редките сокерици. От влечугите е регистрирана усойница. Срещат се и горски гущери. 

В планината и по нейните склонове общо в Сърбия и България са разположени 13 села:
- В България – 10 села: Бъзовица, Горна Мелна, Долна Мелна, Драгойчинци, Дълга Лука, Косово, Къшле, Средорек, Чешлянци и Шипковица;
- В Сърбия – 3 села: Клисура, Кострошевци и Паля.

## Топографска карта
- Лист от карта K-34-45. Мащаб: 1 : 100 000.
- Лист от карта K-34-46. Мащаб: 1 : 100 000.
- Лист от карта K-34-57. Мащаб: 1 : 100 000.
- Лист от карта K-34-58. Мащаб: 1 : 100 000.